# سیارک ۹۵۸

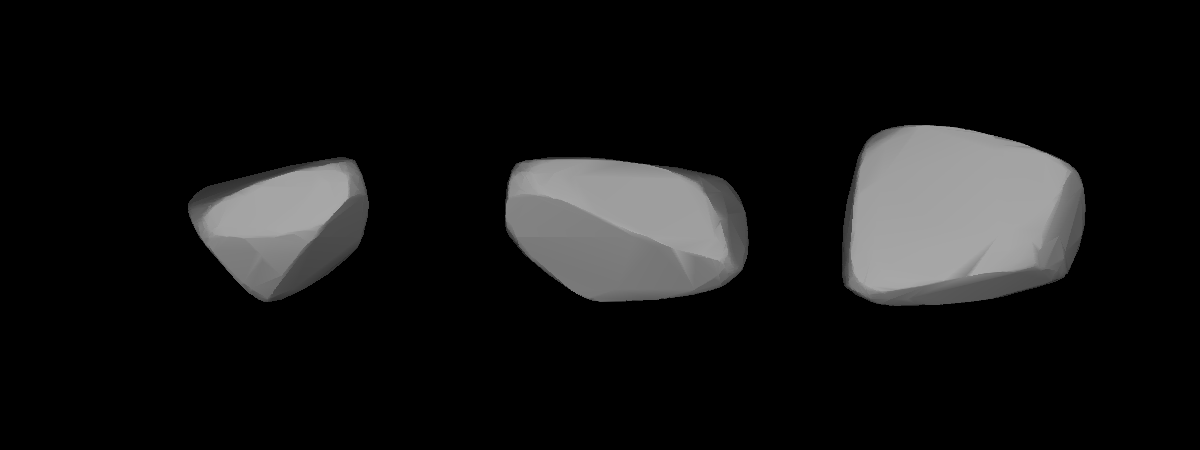
مدل سه‌بُعدی سیارک ۹۵۸ بر طبق منحنی نور آن

سیارک ۹۵۸ (به انگلیسی: 958 Asplinda، نامگذاری:1921KC) نهصد و پنجاه و هشتمین سیارک کشف شده‌است که در ۲۸ سپتامبر ۱۹۲۱ و در هایدلبرگ کشف شد.
قدر مطلق سیارک برابر ۱۰٫۷۱ است.